# Урландо, Лука
Лука Урландо (англ. Gianluca Urlando, род. 16 марта 2002, Сакраменто, Калифорния) — американский пловец, чемпион мира 2025 года на дистанции 200 метров баттерфляем. Участник летних Олимпийских игр 2024 года.

## Биография
Урландо родился 16 марта 2002 года в Сакраменто. Его родители были спортсменами: мать — пловчихой в старшей школе, отец — чемпион Италии в метании диска, бабушка — член итальянской сборной по метанию копья, а дедушка — трёхкратный олимпиец Италии в метании молота. В детстве Лука тренировался под руководством Билли Даути и выступал за команду «Davis Aquadarts». Окончил среднюю школу имени К. К. Макклатчи, а осенью 2020 года поступил в Университет Джорджии, где изучал спортивный менеджмент и выступал за университетскую команду по плаванию.

## Карьера
В 2024 году принял участие в плавательной программе летних Олимпийских игр в Париже. На дистанции 200 метров баттерфляем в предварительных заплывах занял семнадцатое место и не попал в полуфинал.
В 2025 году на чемпионате мира в Сингапуре завоевал золотую медаль на дистанции 200 метров баттерфляем, опередив ближайшего соперника Кшиштофа Хмелевского из Польши 0,77 секунды.